# Gentiana glauca
Gentiana glauca är en gentianaväxtart som beskrevs av Pall.. Gentiana glauca ingår i släktet gentianor, och familjen gentianaväxter. Inga underarter finns listade i Catalogue of Life.